# Kärevere
Kärevere es una localidad del municipio de municipio de Türi en el condado de Järva, Estonia, con una población censada a final del año 2011 de 54 habitantes. 
Se encuentra ubicada al oeste del condado, cerca del río Pärnu y de la frontera con los condados de Rapla y Pärnu.